# Calmanesia horridus
Calmanesia horridus är en kräftdjursart som först beskrevs av Gustav Budde-Lund 1908.  Calmanesia horridus ingår i släktet Calmanesia och familjen Armadillidae. Inga underarter finns listade i Catalogue of Life.